# 何柱國 (軍事將領)
何柱國（1897年—1985年9月3日），原名铸果，字敬之，廣西容縣人，中华民國奉系及東北軍高级将领。
何柱国虽然是广西籍军政人物，但是与当时中国国民党内部派系“桂系”并无任何关联。

## 生平

### 北洋政府时期
何柱国生于廣西容縣南乡阳梅墟，自幼丧父。7岁入读私塾。10岁时母亲逝世，此后靠二哥何柱范资助，由私塾转入小学堂学习。1910年，13岁的何柱国被在广东当官的二哥何柱范接到广州，考取广东随宦学堂。何柱范又命何柱国报考黄埔陆军小学堂第三期。毕业后，何柱国于1916年入保定陆军军官学校第六期学习。1917年4月被保送赴日本留学，入日本陆军士官学校第十二期骑兵科学习。1919年秋季毕业归国后，曾任保定陆军军官学校骑兵科战术教官、分队长。1922年7月，何柱国抵达中国东北投奔奉系张作霖，任东北陆军讲武堂军事教官、骑兵科主任。1923年，升任中校第三队队长。此后，他参与了奉军整军，获得张学良信赖。1924年春，经冯玉祥任证婚人，何柱国同保定陆军军官学校前校长贾德耀的侄女贾成敬结婚。
1924年9月，第二次直奉战争爆发。张作霖将奉军编为6个军。张学良、郭松龄分别担任第3军正、副军长，第3军与第1军成立联合指挥部，负责山海关、九门口一线的正面主攻。何柱国任联军指挥部作战科主任参谋。第二次直奉战争奉军获胜后，奉军成立津榆驻军司令部，张学良任总司令，郭松龄任副总司令，何柱国任司令部上校主任参谋兼作战科长。
奉军在第二次直奉战争中获胜后，张作霖组织南下宣抚军，以扩张地盘。1925年春，经张作霖、张学良同意，何柱国拟赴日本陆军大学校留学，在启程前，赴北京拜访已被任命为南下宣抚军总司令、副司令的老长官姜登选和韩麟春，姜登选和韩麟春劝何柱国放弃赴日本，并任命其担任南下宣抚军参谋处长兼作战科长，随军至蚌埠。但不到半年，奉军南下的交通线遭到孙传芳、陈调元部截断，奉军被迫撤回东北。
1925年11月，奉军津榆驻军司令部副司令郭松龄起兵反奉。张学良同郭松龄谈判未能达成协议，乃准备同郭松龄部决战。当时，黑龙江的骑兵赶来前线增援，张学良命何柱国担任骑兵指挥官。何柱国率骑兵奇袭郭松龄部，俘获郭松龄并枪决。因作战有功，何柱国获勇字金章，并被任命为第45团团长。1926年春，张作霖、吴佩孚、阎锡山围攻冯玉祥国民军，何柱国率第45团在滦河击溃了国民军唐之道部，攻入热河，并协同其他部队连克几城，因战功而获三等文虎章。
1926年11月，北伐军击溃孙传芳部主力。为抗衡北伐军，北方各军阀拥张作霖任安国军总司令。1927年，何柱国随张学良军团入河南，讨伐反奉的吴佩孚军原副司令靳云鹗。何柱国先后攻克中牟、郑州、开封、洛阳等地，此后代理第45旅旅长。同年4月，升任第37旅少将旅长兼开封警备司令。同年5月，率部参加豫南临颍战役。同年6月，所率第37旅改称暂编第23师，何柱国被张作霖的北京政府任命为师长。同年10月，何柱国率部同阎锡山部作战，攻克定州。1928年4月，何柱国部在彰德同冯玉祥部作战，战胜韩凌山，何柱国晋升中将师长。
1928年张作霖在皇姑屯事件中身亡，张学良继任东北保安总司令，并整编奉军，何柱国任东北陆军步兵第3旅中将旅长，驻热河凌源。1928年12月，东北易帜。

### 国民政府初期
1929年秋，张学良派何柱国等两人随南京国民政府代表团赴日本参观秋操。何柱国还奉命试探日本政府对中国东北的态度。在日本，何柱国同日军参谋总长、陆军大臣、外务省官员会谈时，日方对中国东北提出领土要求，被何柱国当场回绝。归国后，何柱国向张学良进行汇报，张学良称：“在我张学良手里不能有一根毫毛送给日本！”
1930年4月，中原大战爆发。张学良发表劝电，呼吁“和平息争”，并派东北军入山海关武装调停，何柱国率东北步兵独立第9旅驻山海关。
1931年九一八事变后，主持国民政府军事委员会北平分会的张学良命何柱国驻守山海关。为迫使中国军队放弃山海关，日本驻屯军秦榆守备队队长落合正次郎多次会晤何柱国进行诱逼，何柱国始终未就范。1932年11月底，落合正次郎要何柱国创建包括滦东和热河在内的缓冲区，实行“独立自治”，并答应日本供给其全部军饷和军械。何柱国始终未予肯定答复。
1932年12月8日，驻锦州的关东军以铁甲车炮轰榆关（即山海关）。何柱国出面交涉，日方要何柱国承认炮轰乃是误会，要求何柱国取缔排日、抗日行为，并再度提出创建“缓冲区”的要求，称如何柱国同意建立缓冲区，日方会给何柱国现金及军饷、军械。如果何柱国不同意，日本将派兵占领长城各口，乃至进取北平、天津。何柱国乃赶赴北平向张学良汇报，张学良随即召开秘密军事会议，进行全面的军事部署，并决定调兵增援何柱国部。
1933年元旦，日本关东军进逼榆关，酿成榆关事变。何柱国赶回山海关。元旦当晚，山海关附近的日军守备队及宪兵向中国守军开枪，何柱国部下626团石世安部还击。日军乃炮击山海关，兒玉中尉率部从山海关城墙外架设云梯攻打南门。626团还击，兒玉中尉被炸死。1933年1月2日上午至1月3日下午，626团顽强抵抗日军。何柱国亲自领导了防守战。因伤亡过大，山海关四门均已遭重创，何柱国被迫率部撤退。
山海关失守后，何柱国奉命率部防守北平、天津。但日军占领山海关后，转而进攻热河省。因张作相、万福麟、汤玉麟等中国守将抵抗不力，日军占领热河省。张学良被蒋介石逼迫而于1933 年3月10日下野，并出国考察。在下野同时，张学良将东北军改编为5个军，何柱国部被改编为第57军，辖陆军109师、115师、120师、骑兵第3师、炮兵第15团等，何柱国任军长兼109师师长。
1934年1月，张学良被蒋介石召回中国，任豫鄂皖剿匪总司令部副总司令。此后，张学良调东北军赴中国南方剿共，何柱国的第57军被调往鄂东的孝感、宋埠、黄安、麻城以及皖西地区，围剿大别山的红二十五军徐海东部。由于作战不顺，后来何柱国部转为防守。同年7月，何柱国奉命离开部队，入庐山军官训练团学习。
1935年1月，蒋介石将豫鄂皖剿匪总司令部改为国民政府军事委员会委员长武昌行营，张学良任行营主任。蒋介石准备将东北军调往贵州，但何柱国建议张学良将东北军调往洛阳以西，以稳定军心，并作收复东北的准备。何柱国的建议获得张学良采纳，张学良乃同蒋介石商定此事。不久，张学良将东北军原有的7个骑兵师以及蒋介石调派的中央骑兵组建骑兵军，任命何柱国为骑兵军军长。

### 西安事变
1935年夏，中央红军长征即将进入陕西。国民政府乃在西安成立西北剿匪总司令部，张学良任副总司令。张学良将东北军调往陕西阻击红军，何柱国的骑兵军也随之调入陕西。此后，东北军在同红军的多次交战中损失惨重。张学良乃由积极剿共转为消极对付。1936年1月，中共中央发出《红军为愿意同东北军联合抗日致东北军全体将士书》，张学良开始同中共中央领导人秘密接触。 1936年8月，红军途经何柱国骑兵军防区时，彭德怀致信何柱国，希望何柱国配合红军的行动。在同红一军团政治部主任朱瑞谈判之后，何柱国主动为红军让开道路，使中国工农红军三大主力会师。
1936年12月西安事变爆发前后，何柱国紧跟张学良，并拥护中国共产党和平解决西安事变的主张。在张学良送蒋介石赴南京并被扣押后，1937年1月，东北军高级将领就如何营救张学良产生了主和派和主战派。何柱国、王以哲为主和派的代表，主和派认为应先解决西安问题，后营救张学良。2月2日，东北军中主战的少壮派军官杀害王以哲，何柱国因闻讯逃入杨虎城公馆才幸免于难。此后，为了稳定东北军，何柱国同中共领导人周恩来等人多次会面，不久便稳定了东北军。不久，何柱国代表东北军赴南京，又赴溪口会见张学良，商定东北军整编事宜。蒋介石随即任命何柱国为西安行营副主任，后又任命其担任豫皖苏军事整理委员会副主任，整编刚入豫皖苏的东北军。整编完成后，何柱国任中央军骑兵第2军军长，仍留西北。

### 抗日战争
1937年7月7日，卢沟桥事变爆发。当时驻扎咸阳的何柱国奉命赴晋北原平待命，归入第二战区序列。1937年8月，为防守太原，何柱国率骑兵军自风陵渡过黄河，途经太原时参加了第二战区的军事会议。9月14日，何柱国奉命自原平北上，阻击由大同南下的日军酒井机械兵团支队，并破坏平绥铁路，同八路军120师贺龙部协同作战。9月17日，何柱国同日军在井坪镇作战，日军伤亡五、六百人，何柱国部损失惨重。不久，日军主力过朔县南下，何柱国部转赴井坪以西休整。
忻口会战中，何柱国率骑2军同贺龙的八路军120师在晋北进行游击战，袭击日军后方，破坏交通线。日军攻占太原后，何柱国的骑兵军奉命连续数月夜袭日军朔县、井坪、平鲁、岱岳、应县等据点，并破坏桥梁。1938年2月底，日军进攻何柱国部，受到何柱国部反击，恢复了原根据地。1938年，毛泽东《论持久战》一书出版之后，贺龙给何柱国送来100册，何柱国召集全军团以上干部会议学习。
1939年1月，何柱国部调往陕西神木休整。在神木期间，何柱国部为百姓做好事，何柱国创办神木中学，帮农民修“云惠渠”。1938年冬，日军自察哈尔进攻伊克昭盟，国民政府决定迁移成吉思汗陵。1939年5月，护灵专使何柱国派两个骑兵团防守要隘。同年7月，成吉思汗陵寝迁至甘肃兴隆山的太白宫。
何柱国部驻陕北期间，为解决军事问题，何柱国曾经三度赴延安，受到毛泽东欢迎。其中1939年秋，何柱国率部移防豫南，途经延安，延安军界为其举办欢迎晚会，毛泽东亲自致欢迎词。
1939年底，何柱国率骑兵2军调防豫南。不久，新四军彭雪枫游击支队进至淮阳亳县，同何柱国部联防。1940年，新四军参谋长张云逸指挥长江以北的新四军部队作战。张云逸、何柱国双方互派联络人员至对方部队，一起商讨作战。新四军副旅长谭友林等赴延安参加中国共产党第七次全国代表大会时，何柱国的司令部向他们下发了特别通行证。1940年，日军自华北调兵进攻阜阳。何柱国同新四军配合，守住了阜阳。
1941年皖南事变发生后，何柱国仍同新四军彭雪枫部达成协议：如双方被迫对阵之时，即仿西安事变前红军与东北军的做法，朝天开枪，避免相互杀伤。何柱国部防区周边的河南商丘、皖北亳县等地，有大批伪军。何柱国奉命策反伪军，并收编大批地方游击队。
1941年1月，驻商丘的日军在大批装甲车配合下，自归德启程，赴界首扫荡黄泛区，受到何柱国部阻击。
1941年7月，骑2军奉命扩编为第15集团军，辖骑2军和李仙洲的92军，何柱国任第15集团军总司令。同年，汤恩伯的第31集团军调至河南，汤恩伯任第一战区副司令长官，兼苏鲁豫皖四省边区总司令，何柱国任苏鲁豫皖四省边区副总司令。实际上，汤恩伯乃奉蒋介石密令监视中国共产党和新四军。因何柱国曾在晋北同八路军120师配合作战，和延安常有往来，故汤恩伯对何柱国有戒心。随汤恩伯来河南的国民党特务组织曾秘密调查并监视何柱国，给何柱国列出“容共”、“通敌”、“走私”的罪状，但因查无实据而不了了之。
1944年4月，汤恩伯在中原对日本作战失败后被调往贵州。何柱国部同广西的李品仙部合编，改原战区为第十战区，李品仙任司令长官，何柱国任副司令长官。第十战区辖第15集团军、第19集团军，防守豫东。
1945年7月，何柱国奉蒋介石之命，同日本中国派遣军总司令部中将副参谋长今井武夫直接举行谈判，何柱国提出“日本希望同中国媾和，必须同时把世界和平作为不可缺少的重要事项”、“战后日本必须从满洲及海外撤回兵力”等四条意见。谈判无果而终，何柱国将谈判情况报告重庆国民政府。

### 第二次国共内战
1945年日本投降后，何柱国仍任第十战区副司令长官兼临泉指挥所主任兼第15集团军总司令。统帅部命何柱国率部开赴徐州，蒋介石则命何柱国赴重庆开会。抵达重庆后，蒋介石多次约何柱国谈话，准备派何柱国接管东北。但何柱国要求辞去军职，转而治理黄河。蒋介石劝他：“先把东北军事问题解决了，约需两年，再去治理黄河吧!”蒋又说：“现东北改为九省，你对东北九省的人事安排先提些意见吧！”何柱国提出了从各省省主席到厅长的军政人员名单，多数为蒋所接受。何柱国乃接受任命，担任东北行营副主任兼参谋长、东北护路军总司令。接任后，1945年10月10日双十节，被公布出任东北外交特派员的蒋经国在重庆设宴招待苏联驻华大使，东北行营主任熊式辉和参谋长何柱国受邀出席。何柱国后来回忆：
晚宴后回到上清寺寓所。次日，自觉双眼不适，请医生看过；第三日一觉醒来，我以为天尚未明。经从人告诉我已日上三竿。我才发现我的眼睛出了毛病，什么也看不见了。病前毫无感觉，病后毫无痛觉，表面也没有一点病患症状。当天下午被送往重庆中央医院诊视。
当时重庆报纸上载有“何柱国因胜利狂欢饮酒,突然双目失明”的臆测报道。经3个月治疗毫无效果，医师未诊断出失明原因。蒋介石改任董英斌为东北行营参谋长。
1945年10月，何柱国获胜利勋章，中国抗日战争期间，在晋西北、陕甘宁、豫东、皖北等地与贺龙、彭雪枫等领导的八路军、新四军密切配合，协同作战。他曾两次访问延安，受到毛泽东、周恩来、朱德等领导热情欢迎接待。
1946年春，经蒋介石批准，何柱国在妻贾成敬、子何达威陪同下赴美国治疗。美国眼科专家会诊认定为食物中毒，破坏了视神经，已无法治疗。
1947年春，何柱国携妻子和孩子回国，应浙江省政府主席沈鸿烈邀在杭州上城区菩提寺路4号定居。1948年5月明令退为预备役。1949年5月，中国人民解放军占领杭州，何柱国于同日向毛泽东发贺电。毛泽东复电嘱何柱国在杭州安心疗养。1949年5月10日，毛泽东致电率部解放杭州的三野第七兵团司令员王建安、政委谭启龙等：“请告现在杭州养病的何柱国将军，他给毛、周、朱、彭的电报收到了，叫他安心养病。你们对何应予保护。”浙江省人民政府随即派员慰问。他拒绝去台湾。

### 中华人民共和国
中华人民共和国成立后，何柱国响应人民政府发展生产的号召，在杭州开办糖厂，但一年后即负债。经向政务院总理周恩来求助，周恩来帮何柱国结束了债务，并介绍其赴苏联红十字会医院眼科治疗。1954年，中共中央统战部邀请何柱国任全国政协委员。1956年12月12日，北京举行西安事变20周年纪念会，何柱国应周恩来之邀参加，会后何柱国受到毛泽东接见。第五、六届政协全国委员会常务委员，民革中央委员、常务委员等职。
1957年的反右运动中，何柱国因向中共提出两条意见而被打成“右派”，这两条意见一是认为应实行差额选举，二是农民粮食不够吃。
文化大革命结束后，1978年春，中共浙江省委为何柱国甄别平反，何柱国复任全国政协委员。1979年，何柱国被增补为第五届全国政协常委，并担任中国国民党革命委员会中央委员、常委，自杭州迁居北京。
1985年9月3日，何柱国因心脏病突发而在北京逝世，享年88岁。9月15日，全国政协在北京举行了何柱国同志遗体告别仪式。